# مارتن دوليهال (لاعب كرة قدم)
مارتن دوليهال (بالتشيكية: Martin Doležal)‏ هو لاعب كرة قدم تشيكي في مركز حراسة المرمى، ولد في 18 ديسمبر 1980 في براغ في جمهورية التشيك. لعب مع زبرويوفكا برنو ومات تابورسكو.